# Leja Garifullina
Leja Rafisowna Garifullina, ros. Лея Рафисовна Гарифуллина (ur. 5 listopada 2004 w Jekaterynburgu) – rosyjska szachistka. Arcymistrzyni od 2020 roku. Posiadaczka męskiego tytułu mistrza międzynarodowego od 2022 roku.

## Kariera szachowa
Wygrała Mistrzostwa Świata dziewcząt do lat 16 w 2019 roku w Bombaju z notą 8,5 na 11 pkt. W grudniu 2020 roku zajęła 3. miejsce w mistrzostwach Rosji w szachach. Zakwalifikowała się do Mistrzostw Świata w 2021 roku, gdzie zajęła 44. miejsce.
Najwyższy ranking szachowy w dotychczasowej karierze osiągnęła 1 czerwca 2024, z wynikiem 2458 punktów.